# Pavle Ninkov
Pavle Ninkov (en serbe en écriture cyrillique : Павле Нинков), né le 20 avril 1985 à Belgrade (Yougoslavie) (auj. en Serbie), est un footballeur international serbe.

## Carrière

### Étoile rouge de Belgrade
Jeune, Pavle Ninkov intègre le centre de formation du FK Železničar Belgrade avant de poursuivre, en 2004, son ascension dans un autre club belgradois avec lequel il signe son premier contrat professionnel : le Radnički Novi. Pour la saison 2005-2006, il pose ses valises au FK Rad Belgrade avant de rejoindre le FK Čukarički Stankom, autre club de la capitale serbe.
Âgé de 23 ans, il rejoint l'un des deux plus grands clubs de son pays, l'Etoile rouge de Belgrade, en janvier 2008.

### Toulouse Football Club

#### Saison 2011-2012
Le 22 juin 2011, il ouvre le mercato estival du Toulouse Football Club en y paraphant un contrat de 4 ans, palliant la fin de prêt de l'uruguayen Gunino. Les autres renforts de l'époque se nomment Rémy Riou, Aymen Abdennour, Umut Bulut et Emmanuel Rivière. Après 3 ans et demi à l'Etoile Rouge de Belgrade, et à 1 an et demi du terme de son contrat, le capitaine du « Fudbalski klub Crvena zvezda » en VO rejoint les bords de la Garonne contre 1 million d'euros, sur les conseils de son compatriote et ex-violet, Predrag Ocokoljic. Sélectionné à 4 reprises avec son équipe nationale, Ninkov espère continuer sa progression au TFC en y rejoignant un championnat plus huppé. Habitué aux tours préliminaires de la Ligue Europa avec l'Étoile rouge, il compte bien approfondir son expérience européenne et « avoir l'opportunité de disputer une coupe d'Europe et pourquoi pas la Ligue des Champions », le TFC ayant conclu son dernier exercice à la huitième place, à 6 points du premier européen, le Stade rennais.
Après 29 journées de championnat, le TFC est quatrième, les hommes d'Alain Casanova détenant même la meilleure défense du championnat avec 24 buts encaissés et 16 clean sheets réalisées. En compagnie d'Ahamada, Congré, M'Bengue et Abdennour, il fait partie du socle défensif de l'équipe. Auteur de 29 apparitions, dont 25 titularisations, il est également appelé à 5 reprises sous le maillot national, notamment pour affronter la France en amical le 31 mai 2012 au stade Auguste-Delaune.

#### Saison 2012-2013
Sa saison 2012-2013 est marquée par la concurrence à son poste de Serge Aurier, le franco-ivoirien s'y imposant comme le choix numéro un. Il faut alors attendre la 13e journée, le 18 novembre 2012, pour les voir débuter ensemble, Aurier étant replacé en charnière centrale à la suite des blessures de Zebina et Yago ainsi qu'à la suspension de M'Bengue. Le 15 décembre 2012, face à Marseille (18e journée), le serbe est replacé au milieu de terrain, où, avec Aurier, ils partagent pour la première fois le même côté en championnat. Il faut dire que le Téfécé connaît une saison laborieuse avec une défense fragilisée par les blessures de Zebina et les suspensions de M'Bengue (7 jaunes, 2 rouges) et une attaque dépendante de Ben Yedder, permettant notamment à Ninkov d’enchaîner les matchs sur la deuxième partie de saison.

#### Saison 2013-2014
Pour ce nouvel exercice, Alain Casanova opte pour un 3-5-2 et utilise Ninkov dans un rôle de piston sur le flanc droit. Malgré ses qualités offensives, il se montre peu décisif (0 passe décisive) et voit même Jean-Daniel Akpa-Akpro le pousser sur le banc. Une fracture du métatarse le prive de terrain de décembre 2013 à fin mars 2014. Revenu pour la fin de saison, il délivre ses deux passes décisives de la saison lors des 35e et 36e journées et voit, dans la foulée, son contrat prolongé jusqu'en juin 2017.

#### Saison 2014-2015
Son meilleur rival, Serge Aurier, parti, les portes du onze ne s'ouvrent pas si facilement lors cette saison 2014-2015. D'une part parce qu'une lésion aux adducteurs droits le freine et d'une autre parce que le jeune Marcel Tisserand fait son arrivée. En dépit d'un bon début de saison où il inscrit notamment son premier but en France face à Caen (3-3, 6e journée), sur leurs 32 titularisations en Ligue 1 à eux deux, ils n'évolueront qu'à 3 reprises ensembles. Pavle n'enchaînera trois titularisations qu'à 2 reprises, en début d'exercice (4e, 5e et 6e journées) puis en mai (35e, 36e et 37e journées), Arribagé le relançant au poste de latéral droit d'un 4-4-2 plus classique, le voyant être plus performant que dans son rôle de piston du 3-5-2 de Casanova où il ne fut jamais pleinement à son aise. Au sein du groupe, le souriant et attachant "Niné" qui avait eu Braaten comme traducteur à son arrivée endosse à son tour le rôle de grand frère pour ses compatriotes Spajic, Veskovac et Pesic. 

#### Saison 2015-2016
Semblant dans les petits papiers d'Arribagé, il se blesse dès la quatrième journée de l'exercice 2015-2016, souffrant d'un décollement des jumeaux du mollet gauche. Il ne retrouvera le onze toulousain que le 7 novembre pour une lourde défaite 5-0 au Parc des Princes (13e journée). Une titularisation sans lendemain. C'est un nouveau changement de coach qui le relancera. Arribagé l'avait remis en selle avant de lui préférer Tisserand, Somalia ou même Yago, Dupraz le sortira du placard le 12 mars et cette fois, c'est Toulouse qui corrige Bordeaux, 4 à 0 (30e journée). Avec Sirieix et Didot, il fait partie des « anciens » relancés et devient un des éléments de la remontada, délivrant une passe décisive lors de l'historique rencontre à Angers, garantissant le maintien des Violets en Ligue 1.

#### Saison 2016-2017
L'histoire se répète lors de l'exercice 2016-2017, Ninkov retrouvant le placard, devenu numéro 3 sur le flanc droit derrière Yago et Kelvin Amian. Il ne dispute alors que neuf rencontres de Ligue 1, toutes en tant que remplaçant.

## Palmarès

### En équipe nationale
- 9 sélections et 0 but avec l'équipe de Serbie depuis 2008.

### En club
Étoile rouge de Belgrade
- Vainqueur de la Coupe de Serbie en 2010.

## Statistiques
| Saison                | Club                     | Championnat           | Championnat | Championnat | Coupe nationale | Coupe nationale | Coupe de la Ligue | Coupe de la Ligue | Compétition(s) continentale(s) | Compétition(s) continentale(s) | Compétition(s) continentale(s) | Serbie | Serbie | Total | Total |
| Saison                | Club                     | Division              | M.          | B.          | M.              | B.              | M.                | B.                | Comp.                          | M.                             | B.                             | M.     | B.     | M.    | B.    |
| 2004-2005             | Radnički Belgrade        | Prva Liga             | 15          | 3           | -               | -               | -                 | -                 | -                              | -                              | -                              | -      | -      | 15    | 3     |
| 2005-2006             | Rad Belgrade             | Prva Liga             | 4           | 0           | -               | -               | -                 | -                 | -                              | -                              | -                              | -      | -      | 4     | 0     |
| 2006-2007             | Čukarički Stankom        | Prva Liga             | 28          | 1           | -               | -               | -                 | -                 | -                              | -                              | -                              | -      | -      | 28    | 1     |
| 2007-2008             | Čukarički Stankom        | SuperLiga             | 15          | 1           | -               | -               | -                 | -                 | -                              | -                              | -                              | -      | -      | 15    | 1     |
| 2007-2008             | Étoile rouge de Belgrade | SuperLiga             | 14          | 0           | 2               | 0               | -                 | -                 | -                              | -                              | -                              | 2      | 0      | 18    | 0     |
| 2008-2009             | Étoile rouge de Belgrade | SuperLiga             | 26          | 1           | 1               | 0               | -                 | -                 | C3                             | 2                              | 0                              | -      | -      | 29    | 1     |
| 2009-2010             | Étoile rouge de Belgrade | SuperLiga             | 25          | 1           | 4               | 0               | -                 | -                 | C3                             | 6                              | 0                              | 1      | 0      | 36    | 1     |
| 2010-2011             | Étoile rouge de Belgrade | SuperLiga             | 23          | 1           | 4               | 0               | -                 | -                 | C3                             | 2                              | 0                              | 1      | 0      | 30    | 1     |
| 2011-2012             | Toulouse FC              | Ligue 1               | 29          | 0           | 1               | 0               | 1                 | 0                 | -                              | -                              | -                              | 5      | 0      | 36    | 0     |
| 2012-2013             | Toulouse FC              | Ligue 1               | 21          | 0           | 1               | 0               | 2                 | 0                 | -                              | -                              | -                              | -      | -      | 24    | 0     |
| 2013-2014             | Toulouse FC              | Ligue 1               | 19          | 0           | -               | -               | 1                 | 0                 | -                              | -                              | -                              | -      | -      | 20    | 0     |
| 2014-2015             | Toulouse FC              | Ligue 1               | 21          | 1           | 1               | 0               | 1                 | 0                 | -                              | -                              | -                              | -      | -      | 23    | 1     |
| 2015-2016             | Toulouse FC              | Ligue 1               | 10          | 0           | 1               | 0               | 1                 | 0                 | -                              | -                              | -                              | -      | -      | 12    | 0     |
| 2016-2017             | Toulouse FC              | Ligue 1               | 9           | 0           | -               | -               | 1                 | 0                 | -                              | -                              | -                              | -      | -      | 10    | 0     |
| 2017-2018             | FK Zemun                 | SuperLiga             | -           | -           | -               | -               | -                 | -                 | -                              | -                              | -                              | -      | -      | 0     | 0     |
| Total sur la carrière | Total sur la carrière    | Total sur la carrière | 259         | 9           | 15              | 0               | 7                 | 0                 | -                              | 10                             | 0                              | 9      | 0      | 300   | 9     |